# Plaza Paseo Tecomán
Plaza Paseo Tecomán es un centro comercial del tipo Power Center ubicado en la ciudad portuaria de Tecomán, Colima, México, propiedad de la empresa inmobiliaria mexicana HN Arquitectos, propiedad del arquitecto mexicano Ramón Hafid Nares Torres. La obra inició su construcción el 22 de abril de 2019 encabezado por el entonces presidente municipal de Tecomán, Elías Antonio Lozano Ochoa, e inició sus operaciones el 29 de enero de 2020 con la inauguración de la heladería internacional Dairy Queen. El complejo comercial fue inaugurado de manera oficial el 23 de septiembre de 2020 con la apertura de Cinépolis, cuyo corte de listón inaugural fue encabezado por el entonces presidente municipal de Tecomán, Elías Antonio Lozano Ochoa en conjunto con el arquitecto mexicano y propietario de HN Inmobiliaria, Ramón Hafid Nares Torres.

## Historia
Plaza Paseo Tecomán surgió el 22 de abril de 2019 cuando la empresa inmobiliaria mexicana HN Arquitectos inició la construcción del complejo comercial ubicado en la Avenida Insurgentes al centro de la ciudad portuaria de Tecomán, Colima, México, cuya construcción del complejo comercial fue encabezado por el entonces presidente municipal de Tecomán, Elías Antonio Lozano Ochoa, el cual se generaron un total de 80 empleos a partir de su construcción.
El 3 de julio de 2019, durante la etapa de construcción del centro comercial, inició la construcción del complejo de 5 salas de cine de la cadena mexicana Cinépolis, a través de la colocación de la primera piedra encabezada por el entonces presidente municipal de Tecomán, Elías Antonio Lozano Ochoa junto a su esposa, la entonces Presidenta del DIF del Estado de Colima, Irma Mirella Martínez Silva, en conjunto con los inversionistas del desarrollo Paseo Tecomán, Jesús Orozco, Gonzalo Covarrubias, Juan Carlos Orozco, Tina Oldenbourg y Katya de la Mora Oldenbourg, el cual se generaron de 75 a 80 empleos durante su construcción.
El 29 de enero de 2020, Plaza Paseo Tecomán inicia sus operaciones con la inauguración de la heladería internacional Dairy Queen, cuya ceremonia de corte de listón inaugural fue encabezada por el Presidente Municipal de Tecomán, Elías Antonio Lozano Ochoa, en conjunto con su esposa y la entonces Presidenta del Sistema DIF del Estado de Colima, Irma Mirella Martínez Silva de Lozano, el entonces regidor Ángel Antonio Venegas López, el representante de Cinépolis y propietario de la empresa inmobiliaria HN Arquitectos, Ramón Hafid Nares Torres y de Jesús Orozco Fuentes, empresario de Operadora Restaurantes de Colima, de la cual forma parte la Franquicia Dairy Queen, el cual se generaron 15 empleos formales a partir de su apertura.
El 23 de septiembre de 2020, en el marco de la Pandemia de COVID-19 en México, el complejo comercial fue inaugurado de manera oficial con la apertura de Cinépolis, cuyo corte de listón inaugural fue encabezado por el entonces presidente municipal de Tecomán, Elías Antonio Lozano Ochoa junto a su esposa y la entonces Presidenta del DIF del Estado de Colima, Irma Mirella Martínez Silva, en conjunto con el propietario de la empresa inmobiliaria HN Arquitecto y representante de Cinépolis, Ramón Hafid Nares Torres así como de los empresarios Jesús Orozco Alfaro y Jesús Orozco Fuentes, el cual se generaron 26 empleos directos a partir de la apertura del complejo cinematográfico, en el que a  partir de allí, el complejo comercial inicia su proceso de aperturas de establecimientos, entre ellos el restaurante internacional KFC, el cual inició operaciones el 7 de mayo de 2021.
El 12 de septiembre de 2023, se llevó a cabo el programa social Vamos todos al Cine realizado por la empresa agrícola colimense Colimán del Grupo Aggall Bananas en conjunto con la Fundación Cinépolis, esto en las instalaciones de Cinépolis Plaza Paseo Tecomán, cuyo programa social fue encabezada por la coordinadora de responsabilidad social de la empresa Colimán, Alejandra Torres Cabrera, esto con el objetivo de llevar al cine a niñas y niños de escuelas marginales y disfrutar de un ambiente sano así como el objetivo de que los alumnos de las zonas rurales logren socializarse y conocer nuevos entornos, el cual la empresa agrícola Colimán contribuyó con el transporte de 160 alumnos de las escuelas de campamento agrícola de la localidad de Cerro de Ortega así como de la escuela CONAFE de la colonia La Cuarta.
Posteriormente, el 6 de marzo de 2024, se llevó a cabo el programa social Vamos todos al Cine dentro de las instalaciones de Cinépolis Plaza Paseo Tecomán, el cual estuvo encabezado por la coordinadora de Responsabilidad Social zona Sur de la Empresa Colimán, Alejandra Torres Cabrera, el cual la empresa agrícola Colimán del Grupo Aggall Bananas en conjunto con la Fundación Cinépolis proporcionó transporte a 184 alumnos así como a 16 padres de familia provenientes de la Escuela Primaria Libertad de la colonia homónima de Tecomán.

## Características
Plaza Paseo Tecomán consta de un centro comercial estilo Power Center ubicado en la Avenida Insurgentes al centro de la ciudad portuaria de Tecomán, Colima, el cual cuenta con un área total de terreno aproximado de 4,000 m2, de los cuales 1,900 m2 corresponden al área rentable incluyendo complejo cinematográfico, el cual cuenta con una superficie de 1,406 m2, además de 60 espacios de estacionamiento.
Empresarial y comercialmente, Plaza Paseo Tecomán está conformada por un total de 5 locales comerciales, tres de los cuales son de tiendas ancla conformadas por dos restaurantes de índole internacional (KFC y Dairy Queen) y un complejo de cinco salas de cines de la cadena mexicana Cinépolis. En tanto, los dos espacios restantes son conformadas por una clínica dental y una tienda de telefonía móvil de índole local y regional. 
Administrativamente, el centro comercial es operado y se encuentra bajo propiedad de la empresa inmobiliaria mexicana HN Arquitectos, propiedad del arquitecto mexicano Ramón Hafid Nares Torres.